# Anasterias antarctica

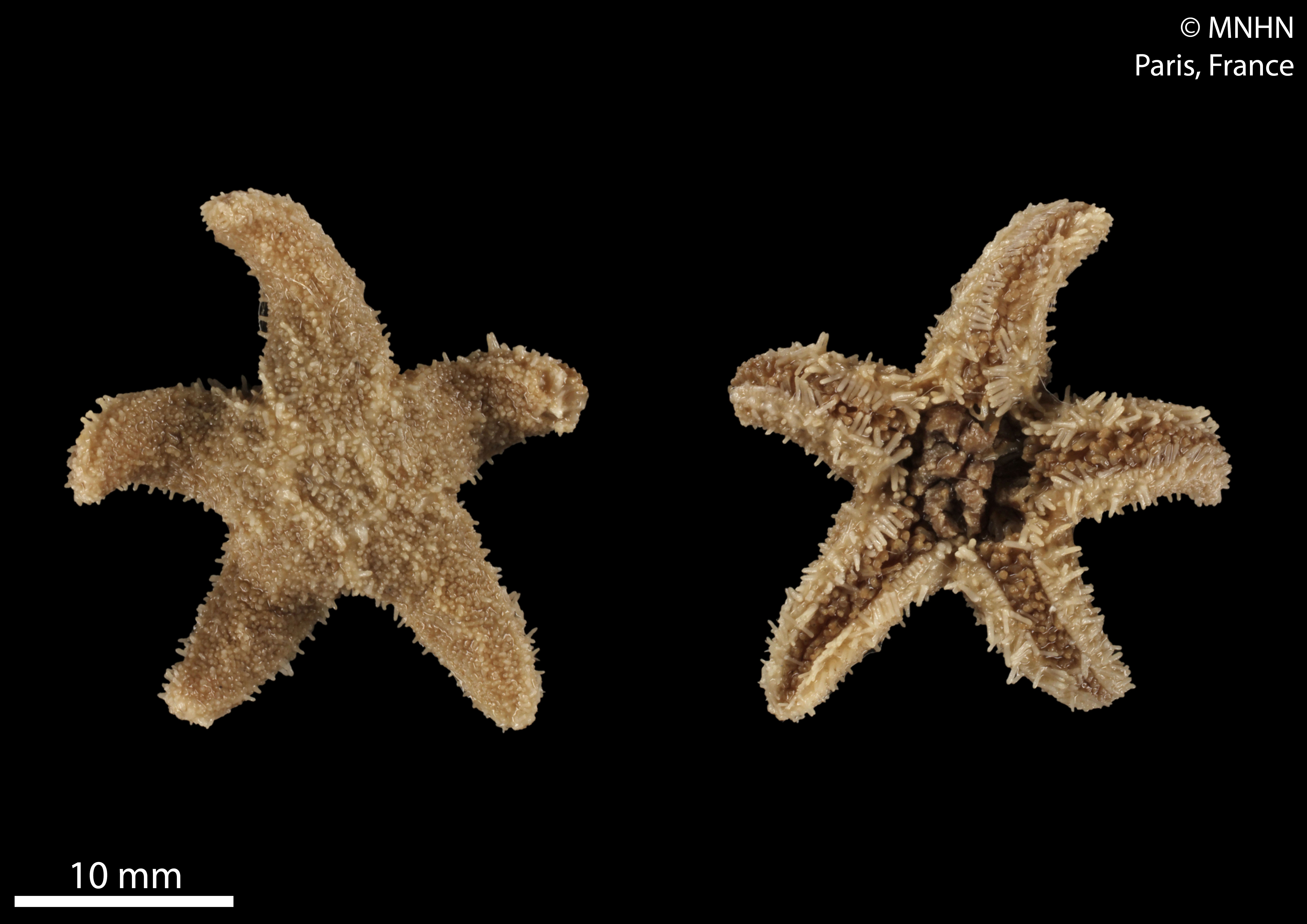
Hình ảnh của Anasterias antarctica

Anasterias antarctica là tên của một loài sao biển nằm trong họ Asteriidae. Người ta phát hiện nó sống ở những vùng nước tại Nam Đại Dương và quanh Nam Cực. Chiều dài tối đa của cánh nó là 9,6 cm.

## Phân bố và môi trường sống
Chúng phân bố ở Nam Đại Dương và quanh Nam Cực. Nó còn là loài bản địa của Argentina, quần đảo Falkland, miền nam Chile và hòn đảo ở Nam Đại Dương. Độ sâu mà chúng sinh sống là khoảng 190 mét. Chúng sống trên đá, sỏi và trong những rừng tảo khổng lồ.

## Sinh thái học
Nó vừa là loài săn mồi và cũng là động vật ăn xác thối. Thức ăn của nó bao gồm các loài thuộc bộ Chân đều (Sphaeromatidae), các loài chân bụng như chi Pareuthria, động vật thân mềm hai mảnh vỏ, Polyplacophora và con hà. Những cá thể có kích thước lớn thì thường bỏ qua con mồi nhỏ. Nó là loài săn mồi có ưu thế ở vùng nước nông và vùng thủy triều lên xuống ở quần đảo Falkland.
Mùa sinh sản của nó diễn ra từ tháng 3 đến tháng 7, nhưng đẻ nhiều và khoảng tháng 5, tháng 6. Mỗi lứa là từ 52 đến 363 trứng và con đực chăm sóc trứng, con non cùng với con cái. Trước và sau khi nuôi con, chúng ăn rất nhiều để nhịn ăn lúc nuôi con. Nếu lứa nào quá ít con thì thi thoảng chúng vẫn ăn. Đến thời gian từ tháng 9 đến tháng 11, con non đủ lớn sẽ bắt đầu rời đi. Cá thể lớn sẽ đi trước, nhỏ sẽ đi sau. Con non có kích thước chỉ 2 mm sẽ phát triển lên 10 mm chỉ trong 1 năm. Chúng di cư theo mùa, những con lớn hơn sẽ đến những nơi sâu hơn, và những con nhỏ hơn hiếm khi nào ở độ sâu quá 10 mét vào mùa đông.